# غوراوان (ديزجرود الغربي)
غوراوان (بالفارسية: گوراوان) هي قرية تقع في إيران في أذربيجان الشرقية. يقدر عدد سكانها بـ 1,288 نسمة .